# دوبرومير
دوبرومير هي قرية تقع في إقليم كونستانتا في رومانيا.

## السكان
حسب إحصائيات 2002 بلغ عدد سكان القرية 790 نسمة. بلغت نسبة الأتراك 50,3% و 47,9% رومانيون. نسبة المسلمين هي 50,3% أما تابعون الكنيسة الرومانية الأرثوذكسية 49,6%.